# 金星果
金星果（学名：Chrysophyllum cainito），屬山欖科多年生喬木，原產於巴拿馬中部，被人類帶至熱帶美洲和西印度群島，在90年代起被引進中國海南、廣東等地作農產品種植。
成年金星果樹高10米左右，樹幹灰色，葉面光滑，有茸毛，半革質的葉呈卵圓形或長橢圓形，暗綠色，葉背金黃色，長16至18釐米。果實蘋果狀，熟時黃色，橫剖面可見星狀的白色果肉從果心向外放射，故名星蘋果。果肉未熟時有白色乳汁，似牛奶，又名牛奶果。

## 圖片

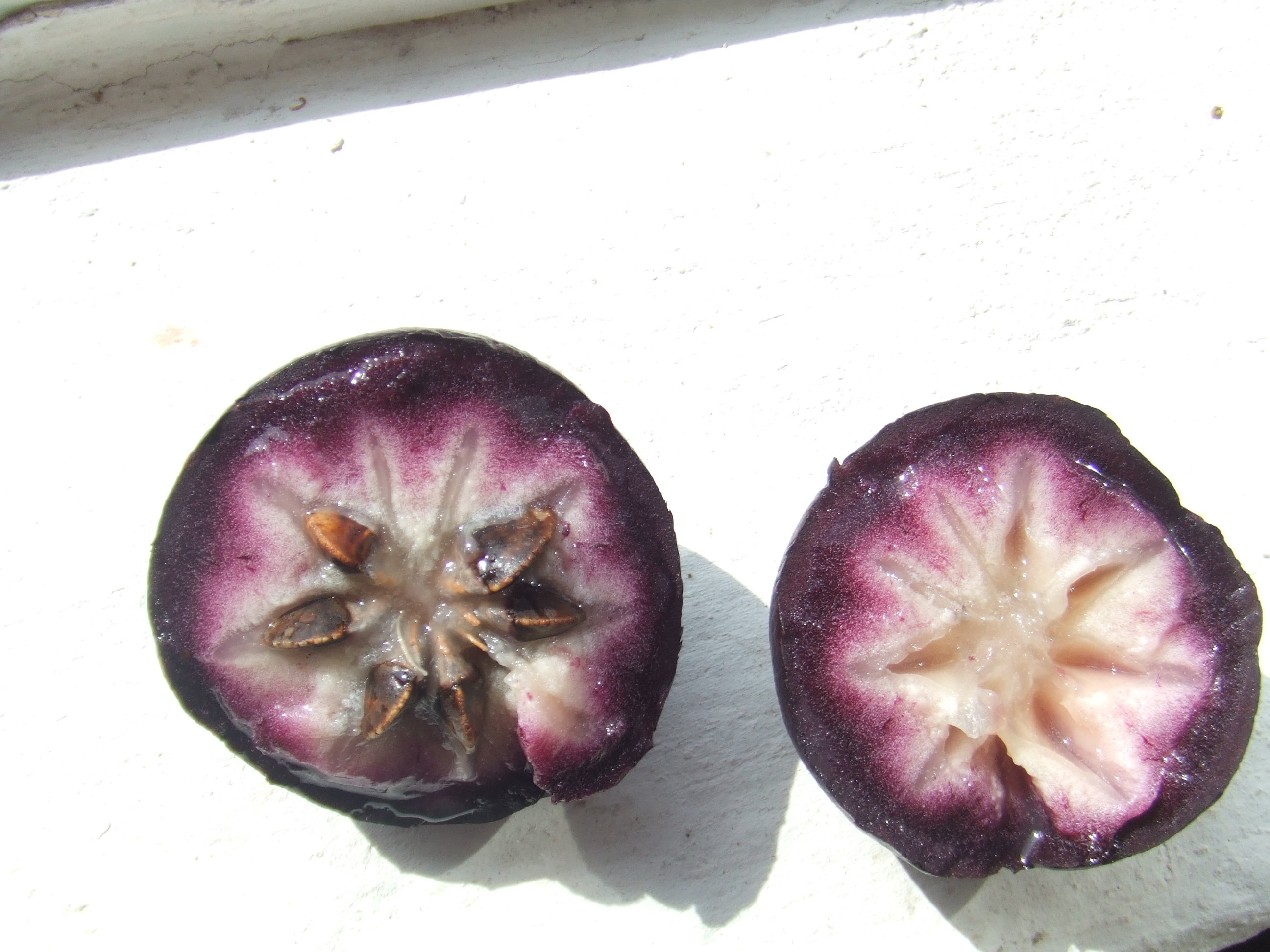
金星果果實的橫剖面
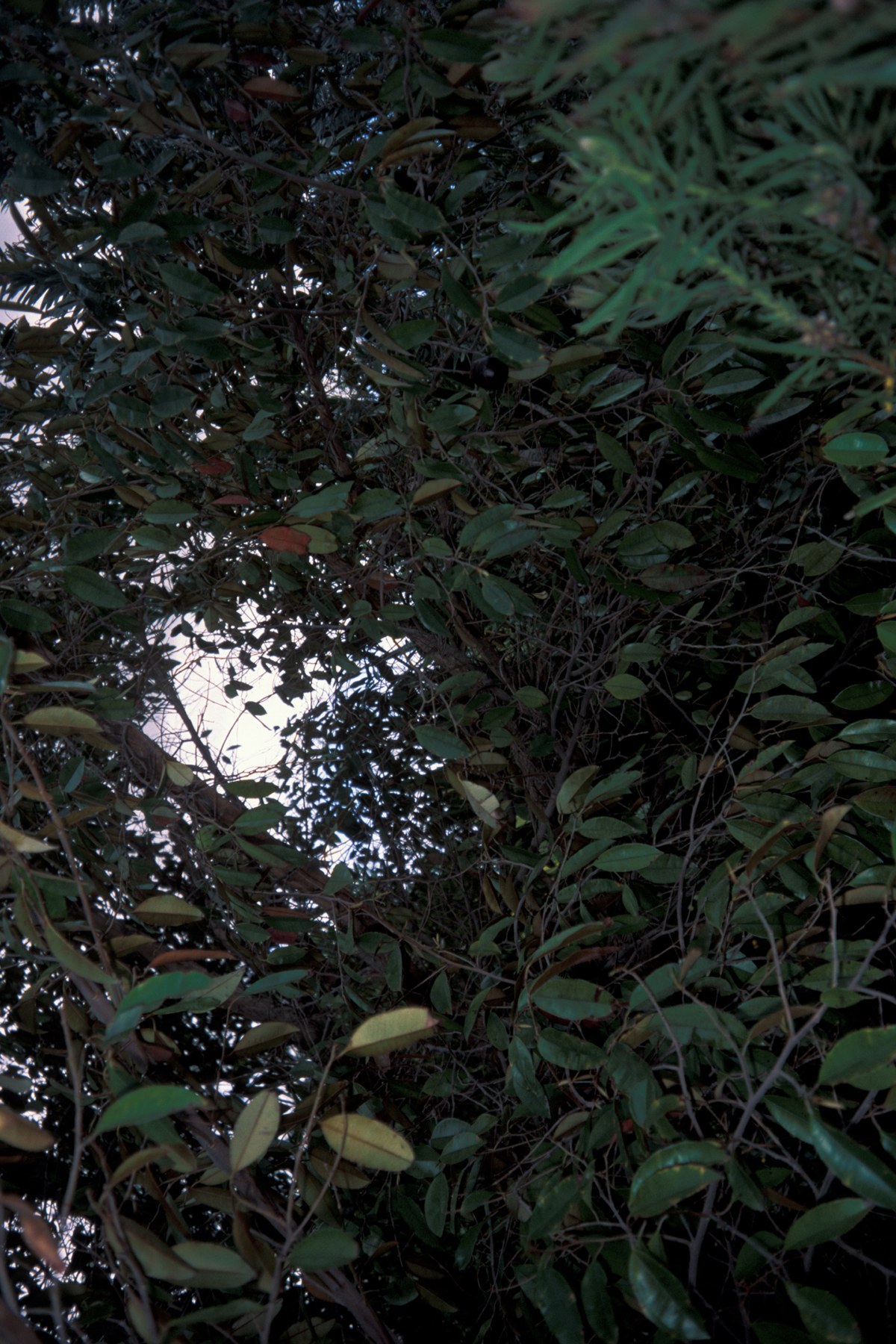
金星果樹
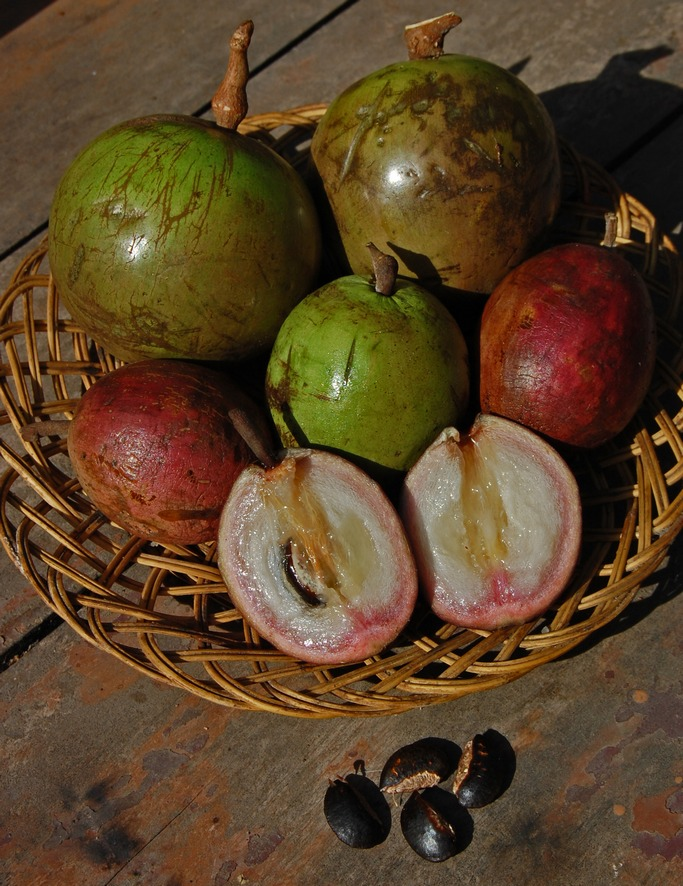
綠色的果實（爪哇島東部產）
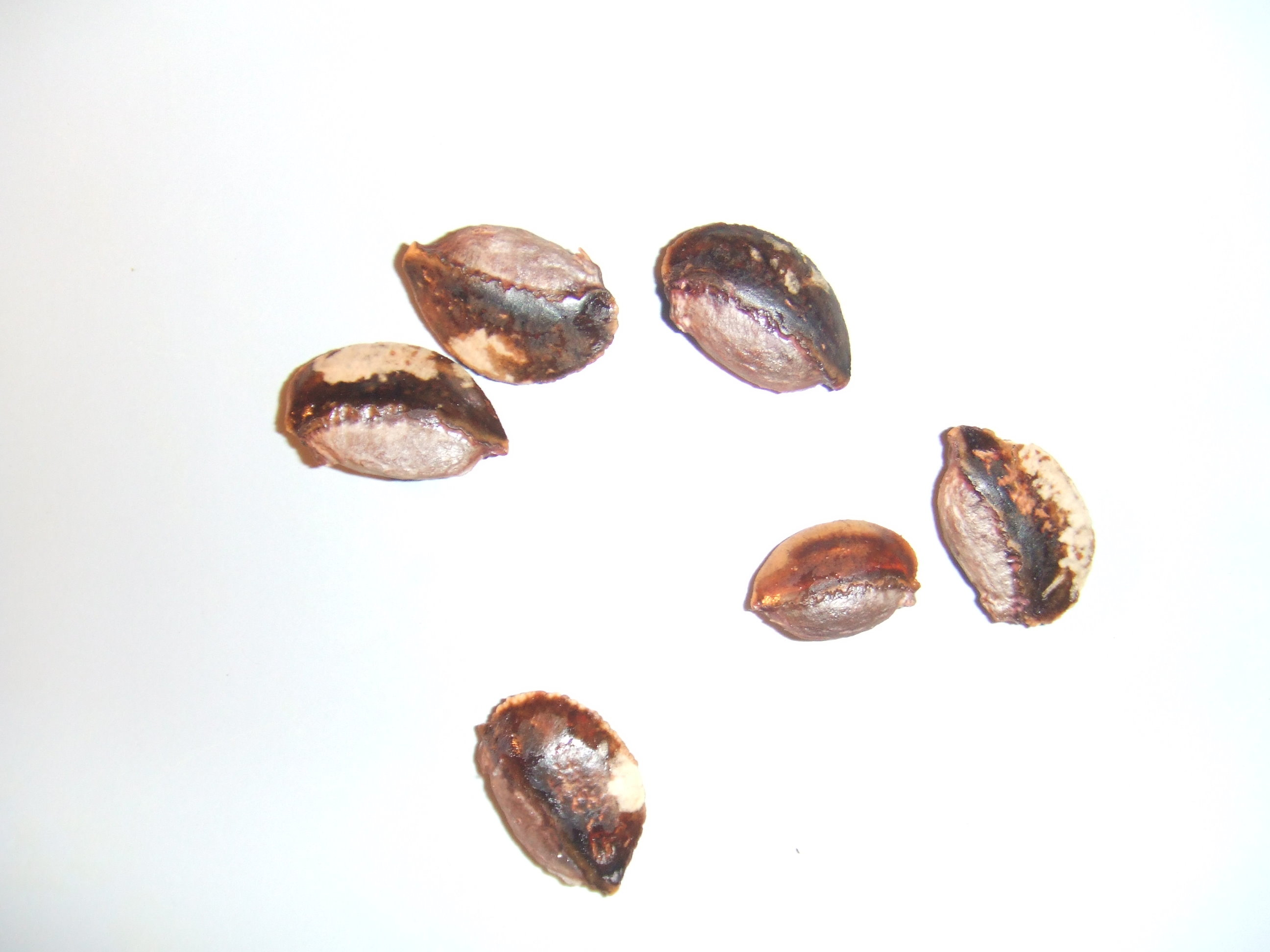
種子
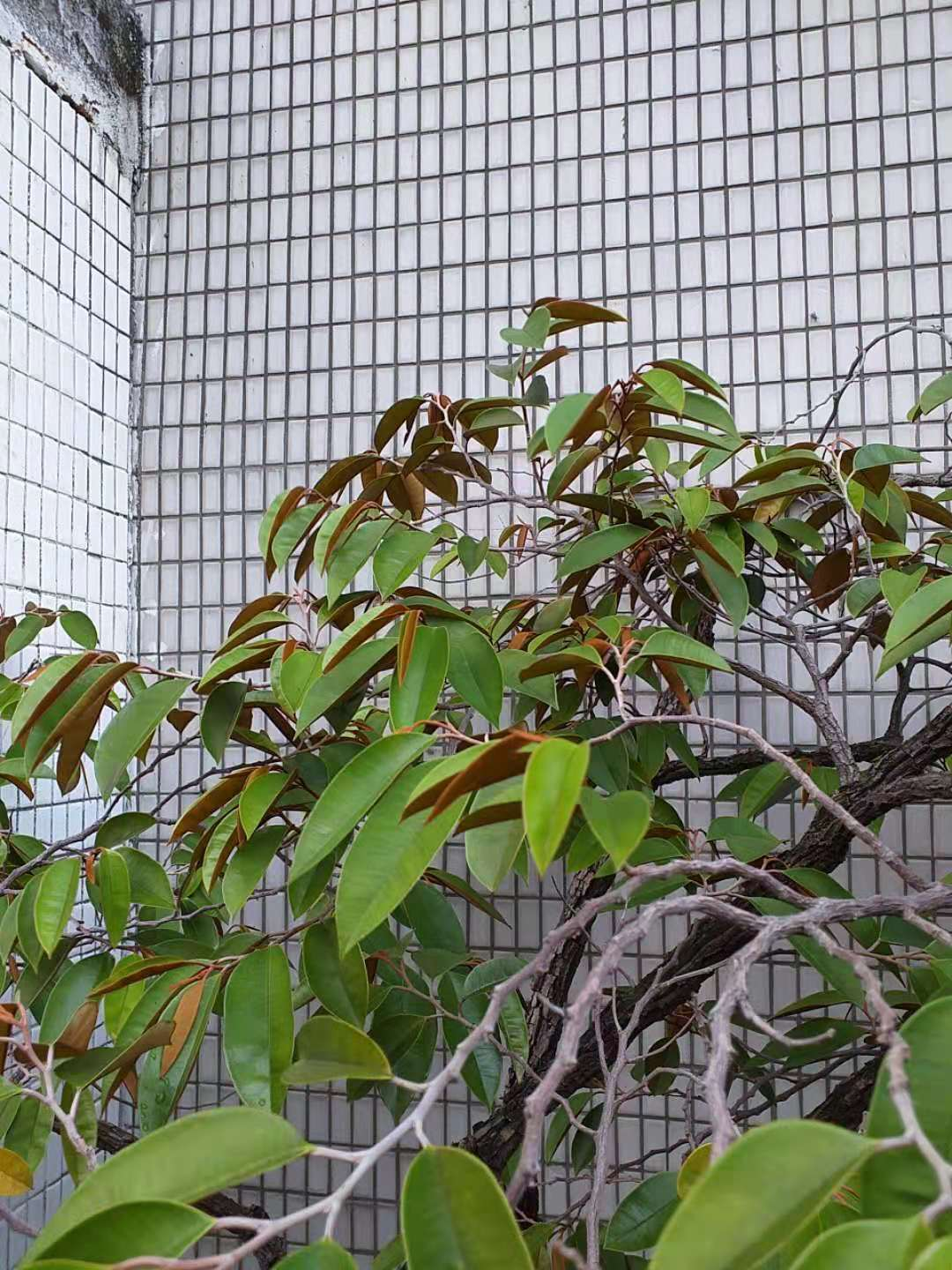
植株
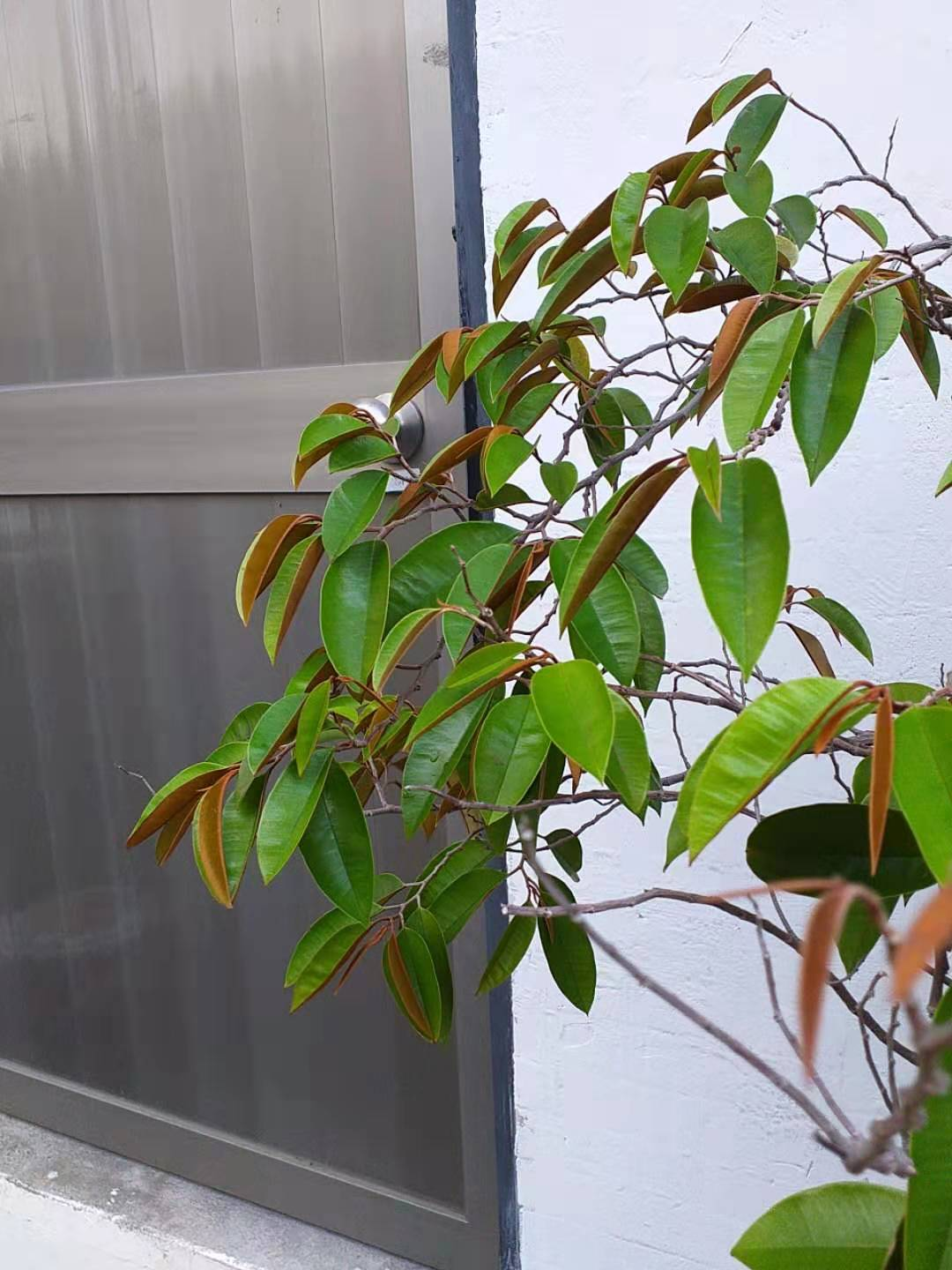
枝葉
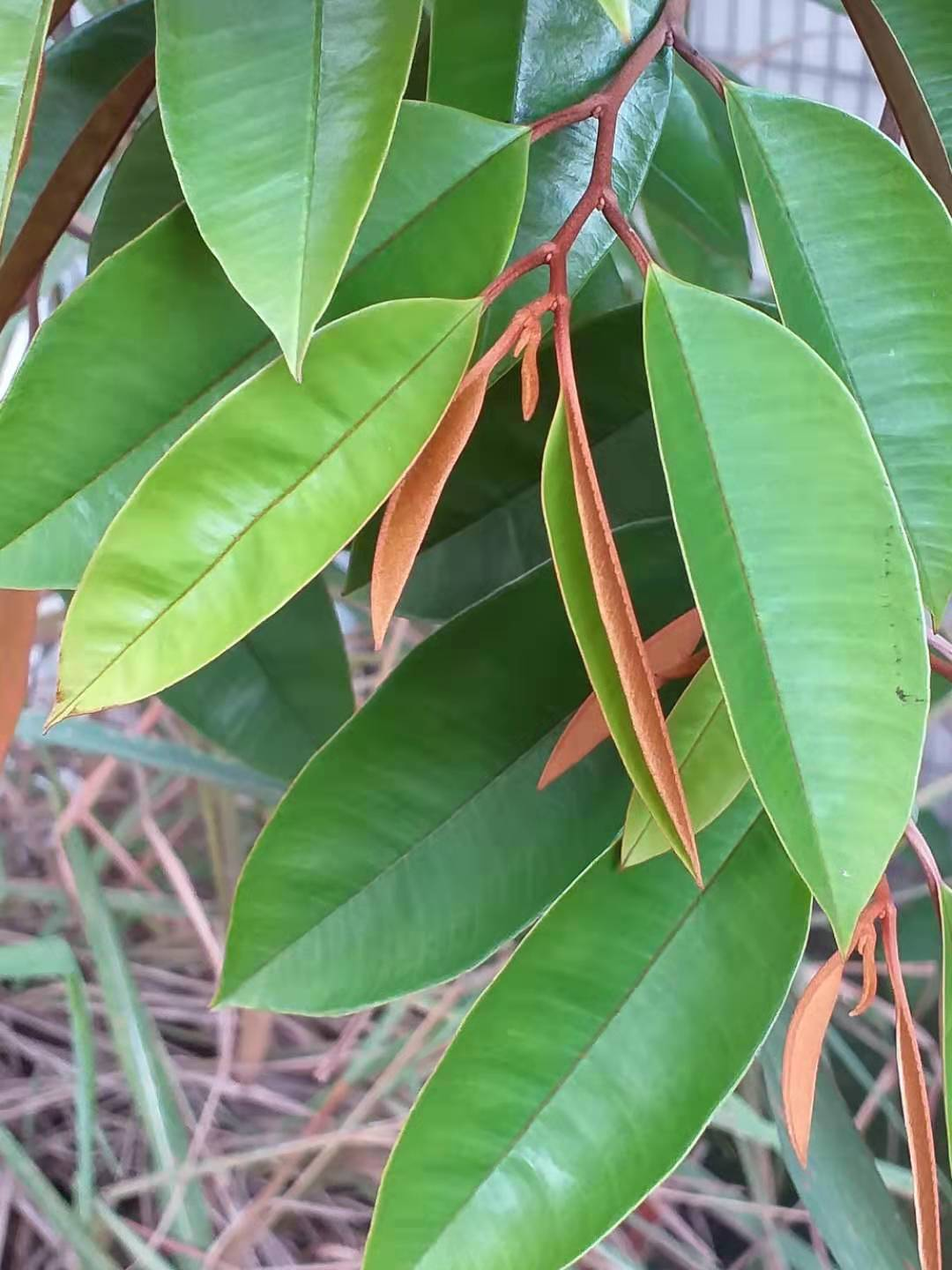
新芽

## 扩展阅读
維基物種上的相關：金星果